# Mediegymnasiet

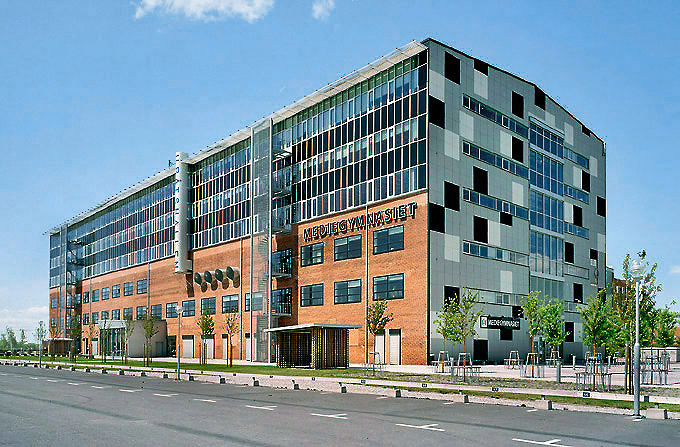
Mediegymnasiet, juli 2003

Mediegymnasiet var en gymnasieskola i Västra hamnen i Malmö, med cirka 600 elever. På skolan finns medieprogrammet med sju inriktningar: foto, ljud, graf, tryck, rörligbild, expo och text. Det är Malmös enda kommunala gymnasieskola med medieprogrammet. I skolans byggnad finns även Malmö högskola.
Hösten 2011 startar den nya gymnasieskolan Gymnasiereformen 2011 i hela Sverige. Mediegymnasiet kommer att starta nya medieutbildningar inom kommunikation och konst med tre olika program: Samhällsvetenskapliga, Estetiska och Industritekniska programmet. 
Höstterminen 2013 slogs Mediegymnasiet och Heleneholms gymnasium ihop till en verksamhet, Nya Malmö Latin. Tanken var att den omfattande renoveringen av Malmö Latinskola skulle bli klar inför höstterminen, men på grund av problem med bygget fick verksamheten bedrivas i Heleneholms lokaler fram till höstterminens slut. I januari 2014 flyttar elever och personal in på den nya skolan, Malmö Latin.  

## Utbildningar
Samhällsvetenskapsprogrammet är ett helt nytt högskoleförberedande program i den nya gymnasieskolan. Programmet bygger på delar av det tidigare medieprogrammet och samhällsvetenskapsprogrammet. Mediegymnasiet kommer att starta inriktningen: Medier, Information och Kommunikation med fördjupningar i:
- Journalistik – Medieproduktion, antingen i TV/ljud eller i grafisk kommunikation/foto
- Reklam – Event

Det ”nya” estetiska programmet förbereder för konstnärliga eller andra högskoleutbildningar. Inriktningen bild och formgivning ger fördjupade kunskaper i bildskapande och att kommunicera visuellt. På Mediegymnasiet finns fördjupning i:
- Samtidskonst

Inriktningen Estetik och Media fokuserar på det konstnärliga berättandet och den estetiska utformningen. Inriktningen ger kunskaper i digitala medier ur ett estetisk perspektiv och utvecklar förmågan att kommunicera med digitala verktyg. Fördjupning finns i:
- Film – Motion graphics
- Foto – Digital bildproduktion
- Webb och Grafisk design

Industritekniska programmet, Produkt och Maskinteknik är en lärlingsutbildning som ger yrkesexamen.  Utbildningen är treårig och ger, liksom en traditionell utbildning, 2500 gymnasiepoäng men poängen ges både i skolan och ute i yrkeslivet. Ungefär hälften av den 3-åriga utbildningen är förlagd på ett eller flera företag. Den genomförs i samverkan med Grafiska Företagens förbund och Facket för den Grafiska branschen (GS).
- Tryckoperatör